# Георг Швайкард фон Геминген
Георг Швайкард фон Геминген (на немски: Georg Schweikard von Gemmingen; * 1611; † 19 март 1681) е господар на Престенек/Прещенек (в Нойенщат ам Кохер).
Той е най-големият син на Еберхард фон Геминген († 1635 от чума), „амт-ман“ на Вюрцбург, господар в Бюрг и Престенек, и съпругата му Мария Агата фон Фенинген, клон Бюрг-Престенек († 1632). Брат е на Ахилес Кристоф (1619 – 1676), господар на Бюрг (в Нойенщат ам Кохер).
През Тридесетгодишната война Престенек е ограбен и претърпява големи поражения. Той е погребан в построената от баща му църква в Бюрг.
Клонът „Бюрг-Престенек“ и с него целият клон „Бюрг на фрайхерен фон Геминген“ измира по мъжка линия през 1841 г.

## Фамилия
Георг Швайкард се жени 1630 г. за Барбара Сибила Зенфт фон Зулбург († 1650). Те имат децата: :

- Анна Мария (* 1634), омъжена за Йохан Улрих фон Хелмщат
- Волф Кристоф (* 1637)
- Йохан Хайнрих († 1638)
- Йохан Адам (*/† 1641)
- Ева Мариа († 1642)
- Георг Кристоф (* 1644)
- Еберхард Вайрих (1645 – 1670)
- Албрехт Кристоф (1647 – 1681)
- Албрехт Кристоф (1648 – 1700), женен за Мария Юлиана фон Щерненфелс (1651 – 1717), нямат деца
- Мария Сибила (*/† 1650)
- Клара Маргарета (1654 – 1655)

Георг Швайкард се жени втори път 1670 г. за Маргарета Магдалена фон Елрихсхаузен. Те нямат деца.